# Blake Countess
Blake Countess (Owings Mills, 8 agosto 1993) è un giocatore di football americano statunitense che milita nel ruolo di cornerback per i New Jersey Generals della United States Football League (USFL).

## Carriera

### Philadelphia Eagles
Countess al college giocò a football alla Central Michigan University (2011-2014) e ad Auburn (2015). Fu scelto nel corso del sesto giro (196º assoluto) nel Draft NFL 2016 dai Philadelphia Eagles. Il 3 settembre 2016 fu svincolato prima dell'inizio della stagione regolare.

### Los Angeles Rams
Il 6 settembre 2016 Countess firmò con la squadra di allenamento dei Los Angeles Rams. Fu promosso nel roster attivo 18 novembre 2016 e concluse la sua stagione da rookie con 5 presenze (2 come titolare), 20 tackle e un sack. Nei playoff 2018/2019, i Rams batterono i Cowboys e i Saints, qualificandosi per il loro primo Super Bowl dal 2001.

### Philadelphia Eagles
Il 3 maggio 2019 Countess firmò per fare ritorno agli Eagles. Fu svincolato il 13 agosto 2019.

### New York Jets
Il 15 ottobre 2019 Countess firmò con i New York Jets.

### Philadelphia Eagles
Il 16 dicembre 2020 Countess firmò con la squadra di allenamento degli Eagles.

## Palmarès

### Franchigia
- Super Bowl : 1

Los Angeles Rams: LVI
- National Football Conference Championship: 2

Los Angeles Rams: 2018, 2021